# Vallgräs
Till vallväxterna hör vallgräs och vallbaljväxter. Vallväxter odlas i allmänhet som en blandning av flera olika sorter. Vall odlas till foder åt nötboskapen. Det används färskt under sommaren och ensilerat eller torkat under vintern. Viktiga egenskaper som vallväxterna har är riklig skörd, kvalitativt foder, vinterhärdighet och återväxt. Med återväxt menar man att vallen snabbt växer upp igen efter slåttern.
Timotej är det vanligaste vallgräset. Vallgräsen är släkt med spannmålen. Också deras stam kallas strå och blomställningen kallas ax eller vippa. Ett annat vallgräs är ängssvingel och det passar speciellt bra till ensilage och till bete. Det kan växa på odlingsbar mark i hela Norden. Hundäxing kan man odla bara inom odlingszonerna 1-3 (enligt Finlands femgradiga skala; motsvarande ungefär upp till nedre Norrland i Sverige), och engelskt rajgräs bara i södra delarna av Finland, Sverige och Norge.